# Caiuby
Caiuby, mit vollem Namen Caiuby Francisco da Silva (* 14. Juli 1988 in São Paulo), ist ein ehemaliger brasilianischer Fußballspieler.

## Karriere
Caiubys bevorzugte Position ist im Sturm. Er spielte in Brasilien für den FC São Paulo, Corinthians São Paulo, für Guaratinguetá und den Zweitligisten AD São Caetano.
Er wechselte am 29. August 2008 zum VfL Wolfsburg und erhielt einen bis 2013 laufenden Vertrag. Am 24. September 2008 gab er im DFB-Pokal sein Debüt für den VfL. Beim 7:0-Kantersieg gegen den FC Oberneuland kam er in der Halbzeit für Mahir Sağlık und erzielte den Treffer zum Endstand. Am 5. Oktober 2008 gab Caiuby einen kuriosen Einstand in der Fußball-Bundesliga: In der 65. Minute wurde er im Spiel beim FC Schalke 04 für Christian Gentner eingewechselt. 60 Sekunden später erzielte er sein erstes Tor zum 2:1 für den VfL Wolfsburg. Nach einer roten Karte für seinen Mitspieler Ricardo Costa wurde er nur neun Minuten nach seiner Einwechslung aus taktischen Gründen wieder gegen Alexander Madlung ausgewechselt. Nach Ablauf der Spielzeit 2008/09 gewann er mit dem VfL Wolfsburg den ersten Meistertitel der Vereinsgeschichte.
Um seine Entwicklung besser fortsetzen zu können, wurde er im Juli 2009 für die Saison 2009/10 an den Zweitligisten MSV Duisburg ausgeliehen. Dort sollte er Spielpraxis erhalten. Nachdem Caiuby in der Winterpause zusammen mit Karim Ziani von Trainer Steve McClaren aus dem Profikader suspendiert worden war, wurde er an den FC Ingolstadt 04 ausgeliehen, bei dem er einen Leihvertrag bis zum 30. Juni 2012 erhielt. Zur Saison 2012/13 wurde Caiuby fest verpflichtet. Er erhielt einen Dreijahresvertrag.
Zur Saison 2014/15 wechselte er in die Bundesliga zum FC Augsburg. Dort gab er am ersten Spieltag bei der 0:2-Niederlage seines Clubs gegen die TSG 1899 Hoffenheim sein Debüt, als er in der 55. Minute eingewechselt wurde. Sein erstes Bundesligator für den FC Augsburg erzielte er, als er am 22. Spieltag im Spiel gegen Bayer 04 Leverkusen in der 46. Minute eingewechselt wurde und in der 58. Minute das 1:1 erzielte. Das Spiel endete 2:2.
In der Winterpause der Saison 2018/19 kehrte Caiuby nach seinem Heimaturlaub aus „privaten Gründen“ zunächst nicht nach Augsburg zurück. Er verpasste dadurch die Vorbereitung und die ersten beiden Bundesligaspiele. Nachdem Caiuby am Wochenende um den 26. Januar in einer Augsburger Diskothek erstmals wieder gesichtet worden war, wurde er am 28. Januar aus dem Profikader gestrichen und freigestellt. Der Verein bot ihm an, separat und einzeln zu trainieren. Für den FC Augsburg war Caiuby in 100 Bundesligaspielen zum Einsatz gekommen, in denen er elf Treffer erzielte.
Am 14. Februar 2019 wechselte Caiuby bis zum Ende der Saison 2018/19 auf Leihbasis zum Schweizer Erstligisten Grasshopper Club Zürich. Bis zum Saisonende kam er in der Liga neunmal in der Startelf zum Einsatz, ohne ein Tor zu erzielen. Anschließend verließ er den Verein mit seinem Vertragsende.
Anfang Juli 2019 stieg Caiuby nicht in die Vorbereitung des FC Augsburg ein. Nachdem er bis zum Ende der Transferperiode keinen neuen Verein gefunden hatte, äußerte der Geschäftsführer Stefan Reuter Anfang September, dass es für Caiuby, der sich zu diesem Zeitpunkt nicht in Augsburg aufhielt, keine Rückkehr in den Kader geben werde. Sein Vertrag beim FC Augsburg, der bis zum 30. Juni 2020 lief, wurde Ende Oktober 2019 aufgelöst.
Anfang Januar 2021 kehrte der Brasilianer zum FC Ingolstadt 04 zurück und unterschrieb einen Vertrag bis zum Ende der Saison 2020/21, nachdem er dort bereits einige Monate mittrainiert hatte. Der Offensivspieler kam auf 19 Drittligaeinsätze (6-mal von Beginn), in denen er ein Tor erzielte. Der FC Ingolstadt 04 schloss die Saison auf dem 3. Platz ab und stieg über die Relegation gegen den VfL Osnabrück in die 2. Bundesliga auf. Dabei wurde Caiuby im Hinspiel eingewechselt. Anschließend verließ er den Verein mit seinem Vertragsende und war danach vereinslos.
Er wechselte schließlich im Februar 2022 zum griechischen Zweitligisten AO Kavala, wo er bis zum Ende der Saison blieb. Daraufhin war er erneut vereinslos und hielt sich im Sommer 2022 beim VfB Eichstätt fit und durfte beim Testspiel gegen seinen Ex-Verein FC Augsburg auflaufen. Dies nährte Spekulationen, dass der Ex-Bundesligaspieler an die Altmühl wechseln könnte. Der VfB machte jedoch klar, dass eine Verpflichtung des Spielers unrealistisch sei. Schließlich wurde Caiuby kurz darauf wegen mutmaßlicher Körperverletzung in Untersuchungshaft genommen, womit ein Wechsel endgültig ausschied.

## Erfolge
- Deutscher Meister: 2009
- Aufstieg in die 2. Bundesliga: 2021

## Trivia
Von den deutschen Fans erhielt der Stürmer den „eingedeutschten“ Spitznamen „Kai-Uwe“.